# Masashi Hamauzu
Masashi Hamauzu (浜渦正志, Hamauzu Masashi, Munique, 20 de setembro de 1971) é um compositor japonês de trilhas sonoras de videogames e fez parte da Square Enix de 1996 a 2010. Ele é melhor conhecido pelo seu trabalho compondo para as séries Final Fantasy e SaGa. Nascido na Alemanha, de mãe de descendência japonesa e de pai alemão, Hamauzu foi criado no Japão. Ele começou a se interessar na música ainda no jardim de infância, recebendo aulas de piano de seus pais.
Hamauzu foi contratado pela Square (a atual Square Enix) em 1996 como trainee, e sua carreira como compositor solo teve início no ano seguinte, quando ele compôs a trilha sonora de Chocobo No Fushigina Dungeon. Ele colaborou com seu amigo e colega de composição Junya Nakano em vários jogos, trabalhando também com Ryo Yamazaki na maioria dos títulos que seguem a partir de SaGa Frontier 2.
Após Nobuo Uematsu deixar a Square Enix em 2004, Hamauzu assumiu o posto de compositor da equipe musical da companhia. Também passou a ser um renomado pianista, arranjando uma série de álbuns, incluindo Sailing To The World Piano Score de Yasunori Mitsuda, 2006. Sua música incorpora vários estilos, embora ele faça uso da música clássica e ambiente com maior predominância. Em 2010, Hamauzu deixou a Square Enix para iniciar seu próprio estúdio, Monomusik.

## Biografia
Masashi Hamauzu nasceu em Munique, Baviera, Alemanha. Sua mãe, japonesa, era professora de piano, e seu pai, alemão, era cantor de ópera. Ele desenvolveu interesse pela música ainda no jardim de infância. Crescendo na Alemanha, Hamauzu recebeu suas primeiras lições de canto e de piano de seus pais e criou suas primeiras composições enquanto cursava o ensino médio. Com o nascimento de seu irmão, a família se mudou para Osaka, Japão. Ele se matriculou na Universidade Nacional de Belas-Artes e Música de Tóquio, se juntando a um grupo de pianistas. Hamauzu conheceu sua esposa na universidade, e eles tiveram uma filha. Após se formar na universidade, ele pensou na possibilidade de se tornar um músico clássico, mas descobriu que queria trabalhar com músicas em jogos ao invés.

## Carreira
Um grande fã da série Final Fantasy, Hamauzu decidiu se candidatar a uma vaga na Square. Nobuo Uematsu ficou impressionado com seu currículo, e contratou Hamauzu como trainee em 1996. O seu primeiro trabalho foi em Front Mission: Gun Hazard, compondo ao lado de Uematsu, Yasunori Mitsuda e Junya Nakano. Mais tarde naquele mesmo ano, ele criou, novamente ao lado de outros compositores, quatro faixas para o título Tobal No. 1. Trabalhando com Nakano nesses jogos, Hamauzu admirou seu estilo musical, e eles se tornaram amigos; eles fizeram composições colaboradas em vários títulos. O primeiro projeto solo de Hamauzu veio em 1997 com Chocobo No Fushigina Dungeon. Logo após o lançamento do título, Hamauzu e Yasuo Sako criaram Chocobo No Fushigina Dungeon Coi Vanni Gialli, um álbum com arranjos orquestrais da trilha sonora do jogo. Tanto a trilha sonora como Coi Vanni Gialli foram bem recebidas. Hamauzu teve uma pequena participação na composição do altamente aclamado Final Fantasy VII; ele trabalhou como programador de sintetizador na versão da música de Joseph Haydn, "A Criação", e providenciou os vocais graves no coro de oito em "One-Winged Angel".

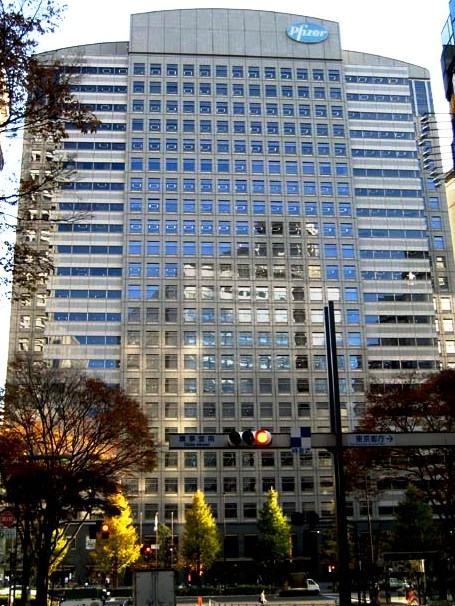
Imagem da sede da Square Enix, empresa onde Hamauzu começou sua carreira.

Em 1999, Hamauzu foi indicado como compositor de SaGa Frontier 2, substituindo o compositor de longa data da série SaGa, Kenji Itō. Ele passou algum tempo tentando se adaptar ao estilo musical que Itō tinha estabelecido para a série; porém, mais tarde, ele acabou percebendo que queria usar seu estilo próprio. O projeto o apresentou ao programador de sintetizadores Ryo Yamazaki com quem ele trabalharia com os vários projetos que viriam a seguir. Hamauzu também lançou Piano Pieces "SF2" – Rhapsody On A Theme Of SaGa Frontier 2, um álbum de faixas arranjadas, apresentando peças de piano da trilha sonora. Em 2001, Hamauzu e Nakano foram escolhidos para auxiliar Uematsu na produção da trilha sonora do sucesso de crítica Final Fantasy X, graças à habilidade de criar músicas com um estilo diferente das de Uematsu. Embora alguns fãs da série foram indiferentes com as suas composições, o seu trabalho foi, em geral, bem recebido. Hamauzu também contribuiu com o álbum de arranjos Piano Collections, que ele descreveu como seu trabalho mais desafiador, e também com a faixa "Feel", um arranjo da música "Hymn Of The Fayth" do EP Feel/Go Dream: Yuna And Tidus.
Em 2002, Hamauzu compôs a música de Unlimited Saga, jogo que seria recebido negativamente pelos críticos devido à variedade de problemas de jogabilidade. Ele assumiu o posto de líder de composição da equipe musical da Square Enix em outubro de 2004, logo após Uematsu abandonar a companhia. Em 2005, Hamauzu, Nakano, e o dueto Wavelink Zeal (Takayuki e Yuki Iwai) compuseram para Musashi: Samurai Legend, sequência ao jogo de 1998 Brave Fencer Musashi. Ele compôs ainda a trilha sonora da muito esperada, mas criticamente mal sucedida sequência ao Final Fantasy VII, Dirge Of Cerberus: Final Fantasy VII, em 2006. Mais tarde no mesmo ano, ele criou os arranjos de Sailing To The World Piano Score, por pedido de Mitsuda; o álbum teve uma boa recepção entre pianistas e confirmou a posição de Hamauzu como o principal pianista das trilhas sonoras. Na E3 de 2006, uma conferência da Square Enix revelou que Hamauzu estaria retomando seu trabalho na série Final Fantasy, compondo para Final Fantasy XIII.
Hamauzu lançou, em 2007, um álbum solo, Vielen Dank, após gravá-lo em Leipzig, Alemanha. O álbum inclui onze peças de piano que ele compôs por prazer pessoal após ter criado Piano Pieces "SF2" – Rhapsody On A Theme Of SaGa Frontier 2 e também os 14 arranjos de suas composições para jogos. Duas faixas do álbum foram apresentadas no Symphonic Game Music Concert 2007 em Leipzig. Em 2008 Hamauzu trabalhou em um pequeno projeto de um browser game chamado Oolong Tea Story ~Searching for Delicious Tea~, onde ele compôs 9 partes de músicas que não tem mais que 40 segundos. No mesmo ano ele compôs a trilha sonora de Sigma Harmonics, juntamente com o programador de sintetizador Mitsuto Suzuki ao invés de Yamazaki. Em 2009 Nobuo Uematsu havia sido escolhido para ser o compositor da trilha sonora de Final Fantasy XIII, mas após Uematsu ter fechado acordo para compor a trilha de Final Fantasy XIV, a composição de Final Fantasy XIII ficou a cargo de Hamauzu.
Em 2010, Masashi Hamauzu compôs e fez os arranjos para o álbum da trilha sonora em piano de Final Fantasy XIII, denominado Piano Collections Final Fantasy XIII, que contém 10 faixas. Ele deixou a Square Enix em 19 de janeiro de 2010 e abriu seu próprio estúdio, Monomusik, que ele descreve como um estúdio pessoal que não inclui qualquer outro compositor. Em 2011 foi lançado o Final Fantasy XIII-2, as composições das músicas ficou a cargo Hamauzu.

## Estilo e influência musical
Hamauzu compõe músicas em vários estilos diferentes, frequentemente utilizando dos múltiplos estilos entre as várias peças de uma trilha sonora em um todo. Em geral, ele compõe músicas clássicas e ambientes, empregando o piano predominantemente. Na maioria das vezes, ele incorpora dissonâncias para providenciar um efeito atmosférico. Em Unlimited Saga, por exemplo, o estilo de suas composições mistura marchas clássicas, música tango, música eletrônica ambiente, solos instrumentais, e jazz.
Como influências, ele cita os compositores Hiroshi Miyagawa e Ryuichi Sakamoto da Yellow Magic Orchestra, os compositores impressionistas Maurice Ravel e Claude Debussy, e seu pai como figuras musicalmente influentes. Na sua adolescência, ele adorava escutar as peças de Sakamoto e Miyagawa. Enquanto estava na universidade, ele desenvolveu uma apreciação pela música clássica, especialmente pelas composições de Ravel e Debussy.

## Discografia

### Nos videogames
Como compositor
| - Front Mission: Gun Hazard (1996) – com Nobuo Uematsu, Yasunori Mitsuda e Junya Nakano - Tobal No. 1 (1996) – com Yasunori Mitsuda, Yasuhiro Kawakami, Ryūji Sasai, Junya Nakano, Kenji Itō, Noriko Matsueda e Yoko Shimomura - Chocobo No Fushigina Dungeon (1997) - SaGa Frontier 2 (1999) - Final Fantasy X (2001) – com Nobuo Uematsu e Junya Nakano - Unlimited Saga (2002) | - Musashi: Samurai Legend (2005) – com Junya Nakano, Takayuki Iwai e Yuki Iwai - Dirge Of Cerberus: Final Fantasy VII (2006) – com Ryo Yamazaki - Oolong Tea Story ~Searching for Delicious Tea~ (2008) - Sigma Harmonics (2008) - Final Fantasy XIII (2009) - Final Fantasy XIII-2 (2011) – com Naoshi Mizuta e Mitsuto Suzuki - Lightning Returns: Final Fantasy XIII (2013) – com Naoshi Mizuta e Mitsuto Suzuki - World of Final Fantasy (2016) |

Em arranjo
- Final Fantasy IV: The Complete Collection[38] (2011)[39]

- Super Smash Bros. for Nintendo 3DS and Wii U (2014)[40]

### Outros projetos
Como compositor
| - Dirge Of Cerberus: Final Fantasy VII Multiplayer Mode Original Sound Collections (2006) – com Ryo Yamazaki - Vielen Dank (2007) | - Final Fantasy XIII Original Soundtrack -PLUS- (2010) - Piano Collections Final Fantasy XIII (2010) |

Em arranjo
| - Chocobo No Fushigina Dungeon Coi Vanni Gialli (1998) - com Yasuo Sako - Piano Pieces "SF2" Rhapsody On A Theme Of SaGa Frontier 2 (1999) - Feel/Go Dream: Yuna And Tidus (2001) – com Tsuyoshi Sekito e Masayoshi Kikuchi | - Piano Collections Final Fantasy X (2002) - 20020220 Music From Final Fantasy (2002) – com Shiro Hamaguchi - Sailing To The World Piano Score (2006) |